# Кабароре (комуна)
Кабароре — одна з комун провінції Каянза, на півночі Бурунді. Центр — однойменне містечко Кабароре.